# Таджа
Таджа (итал. Taggia) — коммуна в Италии, располагается в регионе Лигурия, в провинции Империя.
Население составляет 14 282 человека (2008 г.), плотность населения составляет 462 чел./км². Занимает площадь 31 км². Почтовый индекс — 18018. Телефонный код — 0184.
Покровителями коммуны почитаются Пресвятая Богородица, празднование 11 марта, и San Benedetto Revelli.

## Демография
Динамика населения:

## Администрация коммуны
- Официальный сайт: http://www.taggia.it/